# 宇治駅 (JR西日本)
宇治駅（うじえき）は、京都府宇治市宇治宇文字にある、西日本旅客鉄道（JR西日本）奈良線の駅である。駅番号はJR-D09。

## 歴史
- 1896年（明治29年）1月25日：奈良鉄道の桃山駅 - 玉水駅間延伸時に開業[4]。
- 1905年（明治38年）2月7日：合併により関西鉄道の駅となる[5]。
- 1907年（明治40年）10月1日：関西鉄道が国有化[4]。官営鉄道の駅となる。
- 1935年（昭和10年）：駅舎改築[6]。
- 1984年（昭和59年）
  - 2月1日：貨物列車の設定廃止[4]。
    - 駅南側にあるユニチカ宇治工場に向けて専用線が分岐し、タンク車による化学薬品の輸送が行われていた。

  - 10月1日：急行「紀ノ川」廃止に伴い、優等列車の停車が一旦途絶える。
  - 10月20日：荷物扱い廃止[4]。
- 1987年（昭和62年）4月1日：国鉄分割民営化により、JR西日本の駅となる[4]。
- 1991年（平成3年）3月16日：奈良線の快速運転開始。当初、線内は正月を除き当駅のみ停車であった。
- 1998年（平成10年）10月13日：自動改札機を設置し、供用開始[7]。
- 2000年（平成12年）8月7日：橋上駅舎の使用を開始する[1]。2面3線を2面4線分に拡張[1]。
- 2001年（平成13年）3月3日：新田駅 - 当駅間が複線化され、前年に拡張された1線の使用を開始[8]。
- 2003年（平成15年）11月1日：「ICOCA」の利用が可能となる[9]。
- 2018年（平成30年）3月17日：駅ナンバリングが導入され、使用を開始[10]。
- 2022年（令和4年）12月18日：当駅 - 黄檗駅間が複線化[11]。

## 駅構造
2000年8月に単式・島式複合型2面3線のホームを持つ地上駅から大幅に増加する利用客への対応と奈良線の部分複線化による列車増発、利便性向上のため、島式ホーム2面4線を持つ橋上駅に改築された。外観は平等院鳳凰堂をモチーフとしている。
この島式ホームを用いて、快速列車と普通列車の緩急接続が行われている。なお、京都方面からの普通列車の一部は当駅で折り返している。
駅長が配置された直営駅であり、管理駅として奈良線のすべての中間駅（上狛駅 - 東福寺駅）を管轄している。ICカード乗車券「ICOCA」が利用することができる（相互利用可能ICカードはICOCAの項を参照）。

### のりば
| のりば | 路線   | 方向 | 行先           |
| ------ | ------ | ---- | -------------- |
| 1・2   | 奈良線 | 上り | 京都方面       |
| 3・4   | 奈良線 | 下り | 木津・奈良方面 |

付記事項
- 1・3番のりばが待避線、2・4番のりばが本線である。快速列車の接続待ちを行う普通列車は1・3番のりばに停車する。1番のりばは京都方面からの到着が、3番のりばは京都方面への発車が可能であり、当駅始発の普通京都行きは1番のりばを使用する。また、回送列車は3番のりばで折り返す。
- かつてはユニチカ宇治工場の専用線が分岐していて車扱貨物も取り扱っていたため構内は比較的広く、かつて北側には数本の貨物側線が敷かれていた。

## 利用状況
乗客数は宇治市西部を走る近鉄京都線の大久保駅より少ないが、宇治観光の玄関口としては当駅や京阪宇治駅が機能している。JR西日本の移動等円滑化取組報告書によれば、2023年度の1日当たりの利用者数は16,366人。
京都府統計書によると、1日の平均乗車人員は以下の通りである。
| 年度   | 一日平均 乗車人員 |
| ------ | ----------------- |
| 1999年 | 5,828             |
| 2000年 | 5,773             |
| 2001年 | 6,241             |
| 2002年 | 6,438             |
| 2003年 | 6,645             |
| 2004年 | 6,753             |
| 2005年 | 6,975             |
| 2006年 | 7,173             |
| 2007年 | 7,361             |
| 2008年 | 7,737             |
| 2009年 | 7,578             |
| 2010年 | 7,658             |
| 2011年 | 7,743             |
| 2012年 | 7,684             |
| 2013年 | 7,616             |
| 2014年 | 8,370             |
| 2015年 | 8,604             |
| 2016年 | 8,362             |
| 2017年 | 8,548             |
| 2018年 | 8,562             |
| 2019年 | 8,413             |
| 2020年 | 5,811             |
| 2021年 | 6,110             |
| 2022年 | 7,266             |

## 駅周辺
京阪電気鉄道の宇治線にも同名の宇治駅があるが、宇治橋で宇治川を渡り、北東に離れた場所【約850m先】にある。
駅の南口には、休憩施設を備えた宇治市観光協会の案内所がある。また、2001年（平成13年）に宇治市制50年を記念して設置された茶壺の形をした郵便ポストがある。
- 宇治市役所
  - 宇治市産業会館
  - 宇治市総合福祉会館
- 市民交流プラザ「ゆめりあ うじ」
  - 観光案内所
  - 男女共同参画支援センター
  - 宇治市図書館配本所
  - ファミリーサポートセンター
- 宇治総合庁舎
  - 山城北保健所
- うじ安心館
  - 宇治市中消防署
  - 宇治市休日急病診療所
- 宇治郵便局
- 平等院
- 縣神社
- 橋姫神社
- 宇治神社
- 宇治上神社
- 宇治武田病院
- 中村藤吉本店
- ユニチカ宇治事業所
- 任天堂宇治工場
- 京都府宇治警察署
- 宇治警察署宇治駅前交番

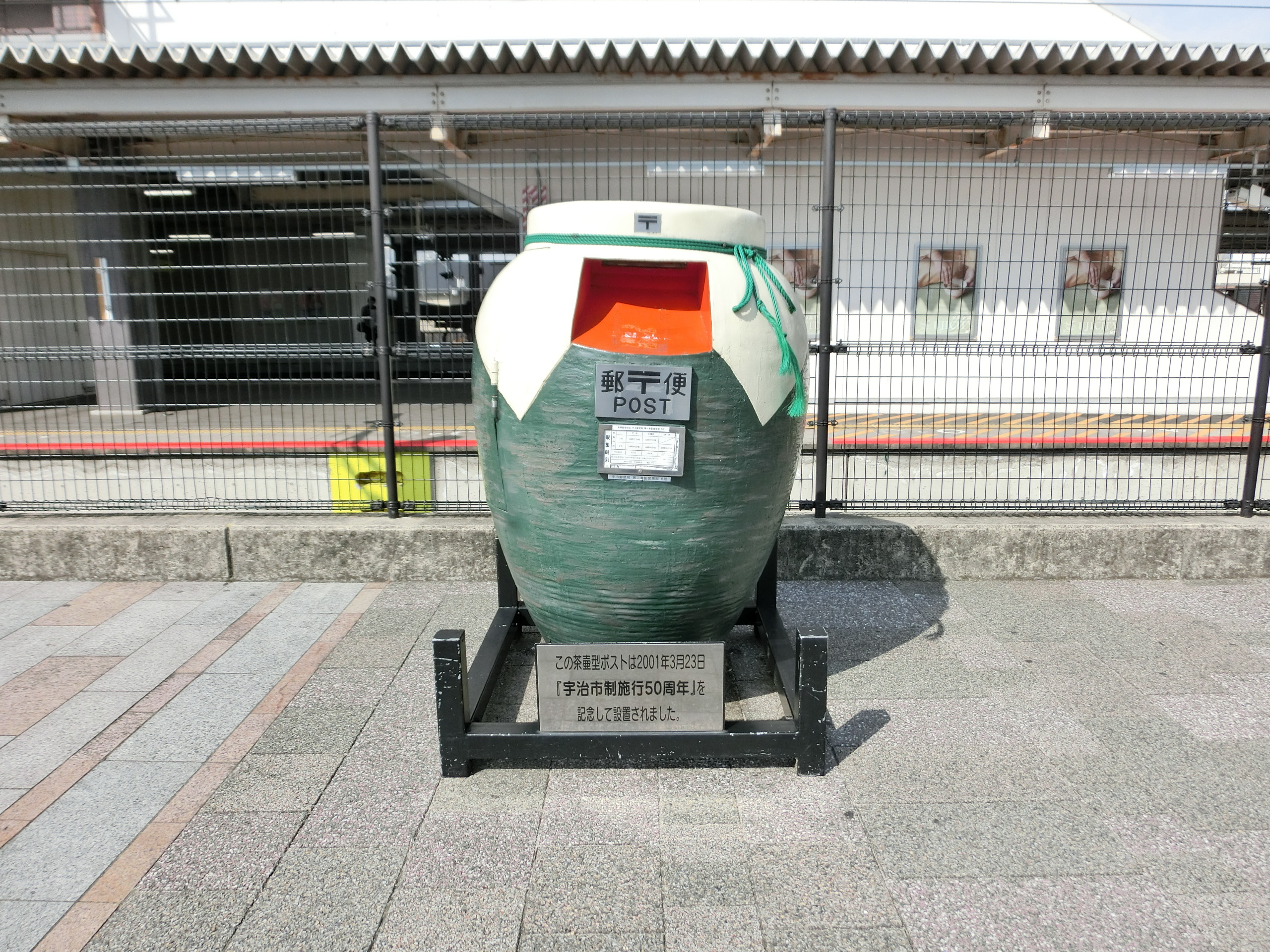
南口の郵便ポスト（2016年2月）
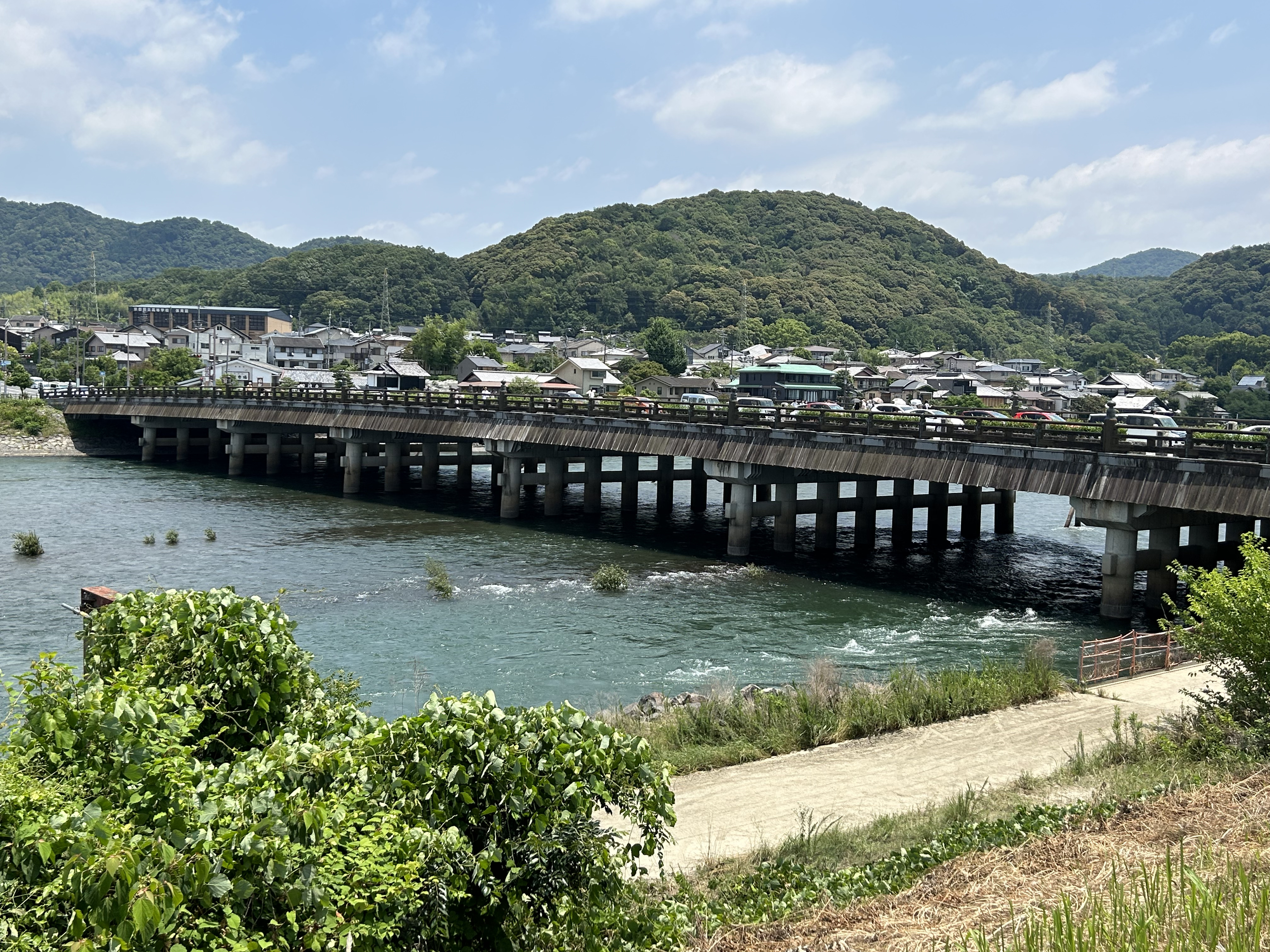
宇治橋（2003年6月）
平等院（浄土式庭園と鳳凰堂を南東から撮影）

## バス路線
駅前ロータリーとその付近に「JR宇治駅」停留所があり、京都京阪バスの路線が発着する。観光シーズンは三室戸寺などへ向かう臨時バスを運行することがある。当停留所には宇治徳洲会病院などへ向かう送迎バスも発着する。
京都京阪バス
- 21号経路：京阪宇治駅 / 近鉄大久保
- 21D号経路：京阪宇治駅 / 田井
- 27号経路：京阪宇治駅 / 近鉄大久保
- 40号経路：明星町循環 / JR宇治駅、宇治文化センター
- 40A号経路：明星町循環 / JR宇治駅
- 41A号経路：JR黄檗駅
- 44号経路：京阪宇治駅 / 太陽が丘
- 45号経路：京阪宇治駅
- 64号経路：京阪宇治駅 / 近鉄小倉駅
- 180号経路：京阪宇治駅 / 維中前
- 180B号経路：京阪宇治駅
- 182号経路：京阪宇治駅 / 緑苑坂
- 184号経路：京阪宇治駅 / 工業団地
- 186号経路：京阪宇治駅 / 奥山田正寿院口 - 季節運行路線[14]。
- 188号経路：湯屋谷（やんたん前） - 季節運行路線。路線愛称は「宇治やんたんライナー」[14]。
- 240号経路：京阪宇治駅 / 近鉄大久保
- 240A号経路：京阪宇治駅 / 近鉄大久保
- 250号経路：JR黄檗駅 / 近鉄大久保
- 250A号経路：JR黄檗駅 / 近鉄大久保

## 隣の駅
西日本旅客鉄道（JR西日本）
 奈良線
■みやこ路快速
六地蔵駅 (JR-D06) - 宇治駅 (JR-D09) - 城陽駅 (JR-D12)
■快速・■区間快速
六地蔵駅 (JR-D06) - 宇治駅 (JR-D09) - JR小倉駅 (JR-D10)
■普通
黄檗駅 (JR-D08) - 宇治駅 (JR-D09) - JR小倉駅 (JR-D10)